# Зе Суаріш
Жузе Суаріш да Сілва Філью (порт. José Soares da Silva Filho, * 27 липня 1983, Паулу-Афонсу, Бразилія) — бразильський футболіст, півзахисник клубу «Ремо», відомий, зокрема, виступами за донецький «Металург».

## Клубна кар'єра
Вихованець молодіжної команди клубу «Палмейрас», протягом 2005—2007 років виступав у складі низки інших бразильських клубів, останнім з яких був «Ремо».
Восени 2007 року переїхав до Європи, уклавши контракт з одним з лідерів першості Болгарії клубом «Левські».
На початку 2010 року перейшов до клубу української вищої ліги «Металург» (Донецьк), уклавши з ним однорічний контракт з можливістю подовження ще на рік. Дебютувув в Україні грою проти ужгородського «Закарпаття» 27 лютого 2010 року. Відіграв за металургів протягом наступних чотирьох сезонів 80 матчів у першості України.
2014 року повернувся на батьківщину до «Ремо».

## Досягнення
- Чемпіон Болгарії (1):

«Левські»: 2008-09
- Володар Суперкубка Болгарії (2):

«Левські»: 2007, 2009